# Feria

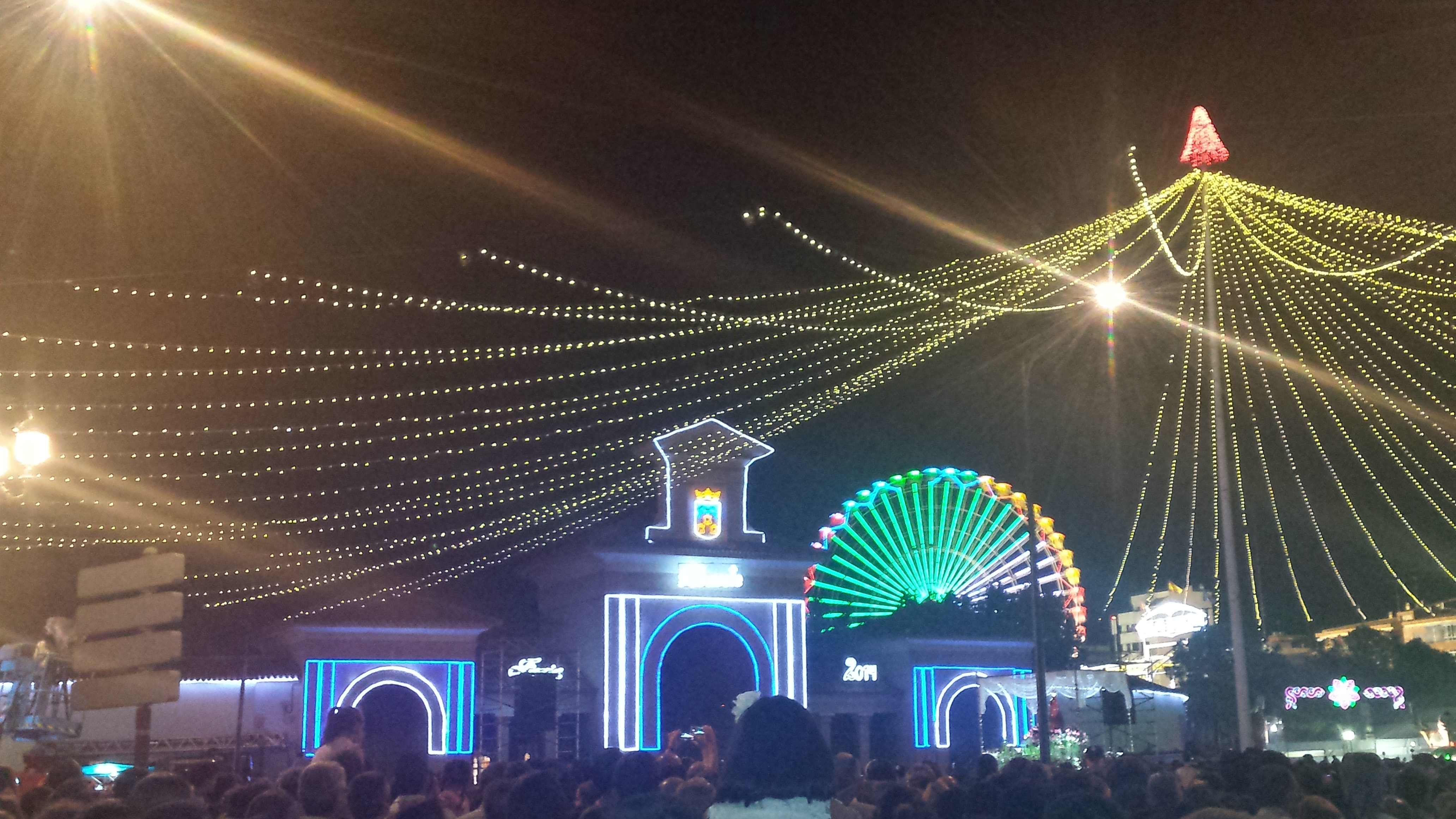
La Feria de Albacete (España), declarada de Interés Turístico Internacional, recibe anualmente más de dos millones de visitantes

Una feria es un evento industrial, social, económico y cultural —establecido, temporal o ambulante, periódico o anual— que se lleva a cabo en una sede y que llega a abarcar generalmente un tema o propósito común.
Puede tener por objetivo primordial la promoción de la cultura, el desarrollo comercial y de industrias, alguna causa o estilo de vida, generalmente en una forma divertida y variada; más comúnmente el objetivo es la estimulación comercial, pues tiene la finalidad de lucro o de generar ganancias para las localidades anfitrionas, personas u organizaciones patrocinadoras, y participantes hospitalarios, a cambio de un tiempo grato que incluye diversión y entretenimiento, participación en juegos de azar y de destreza, alimentos, manjares y golosinas, objetos, juguetes, etc., para los participantes visitantes y negociantes, ya sean estos menores o mayores de edad, dependiendo del evento, consignas, características, costumbres locales y leyes que rigen el lugar.
Debido a los cambios que el mundo ha sufrido la Pandemia de COVID-19, este tipo de eventos (al igual que muestras otras industrias) se han restringido por decisión de los gobiernos. Esto ha dado pie para que se realice la feria con uso de la tecnología. Algunos soluciones han sido webinars, ferias virtuales y el uso de recorridos virtuales en diferentes espacios.  

## Orígenes de la feria
Inicialmente las ferias fueron un fenómeno económico surgido en la Europa Occidental de la Baja Edad Media, en una coyuntura expansiva del feudalismo, en la que las ciudades estaban creciendo junto al comercio a larga distancia, la artesanía y las exposiciones de arte, es decir: todas las actividades económicas que iban más allá de la economía rural agropecuaria, que aun así constituía la gran mayoría de la producción.
Consistía en una confluencia organizada de numerosos mercaderes en una localidad cuya posición geográfica representara alguna ventaja, que permite establecer tratos comerciales durante varios días y con periodicidad normalmente anual, con motivo de la fiesta local puesta bajo la advocación de un santo patrón. Las autoridades locales (como el ayuntamiento) o de mayor nivel (señor jurisdiccional -laico o religioso-, o el propio rey -cuyas funciones están aumentando en el proceso de constitución de la monarquía autoritaria-) les conceden protección física y una serie de garantías económicas, fundamentalmente la exención o rebaja sustancial de impuestos. Tanto por razones de espacio como por lo que suponía de símbolo fiscal, las ferias se solían celebrar a las puertas de las murallas, en explanadas abiertas que la expansión posterior de las ciudades terminó convirtiendo en plazas cerradas con edificios alrededor (plaza de mercado), muchos de ellos con función comercial estable, y que la continuación de la expansión del plano urbano termina convirtiendo en un punto céntrico de la ciudad.
En los reinos hispánicos, la feria más antigua documentada es la de Belorado, instituida en 1116 por Alfonso I el Batallador. A continuación se documentan otras ferias leonesas y castellanas como las de Valladolid en 1152, las de Sahagún en 1153 o las de Carrión de los Condes en 1169. Y en el sur peninsular las de Sevilla en 1254, las de Cádiz en 1284, Badajoz en 1286 y Talavera en 1294. Entre las de la Corona de Aragón destacan las de Barcelona en 1228, Figueras, Gerona, Tarragona o la denominada Feria de Todos los Santos de Cocentaina de 1346.
En las ferias se sofisticaron las prácticas comerciales y financieras (establecimiento de precios, distintos tipos de crédito y pago aplazado, como la letra de cambio, cambio de moneda, banca, compañía comercial, etc.) que están en el origen del denominado capitalismo comercial.

### Ferias de Champaña
Entre los años 1150 y 1300 las ferias más famosas fueron las ferias de Champaña (en la actual región francesa de Champagne-Ardenne, entonces condado de Champaña), donde constituían un ciclo anual en que se celebraban las ferias de Troyes, Provins, Bar-sur-Aube y Lagny-sur-Marne (oeste de Francia, en la ruta comercial terrestre que une las ricas zonas urbanas del Norte de Italia —Florencia, Venecia, Génova y Milán— y Flandes —Brujas, Amberes y Bruselas—).

### Feria de Albacete
La Feria de Albacete es una de las ferias más antiguas de España.   En 1375, cuando Albacete se separa de Chinchilla y se convierte en villa, recibe oficialmente el derecho a celebrar una feria anual. Estas ferias con el paso de los siglos fueron ganando importancia, lo que llevó a que los Reyes Católicos las reconocieran.  Pero sin duda el momento que marcó históricamente a la Feria de Albacete y a la ciudad fue el 6 de marzo de 1710: en plena guerra de sucesión, el primer Borbón, Felipe V, dio a la ciudad el privilegio de realizar una feria franca anual con una duración de cuatro días que, con el transcurso de los años, pasó a tener 10 días como en la actualidad.

### Ferias de Medina del Campo
En la Corona de Castilla se desarrolló desde el siglo XV un importante grupo de ferias en el centro de la Meseta Norte: las de Medina del Campo, Medina de Rioseco y Villalón, siguiendo la ruta comercial que da salida a la lana de las ovejas trashumantes de las cañadas de la Mesta, por Burgos y los puertos del Cantábrico (Santander, Laredo, Bilbao); mientras que en Andalucía destacaron las Vendejas de Sanlúcar de Barrameda (desembocadura del Guadalquivir).

### Evolución posterior
Posteriormente, el término feria fue evolucionando, designando desde exposiciones de ganado para la venta como cualquier tipo de evento comercial, hasta las ferias taurinas. Actualmente el término se ha extendido desde su original función comercial para incluir eventos festivos, con puestos de venta de artículos variados y atracciones; estas últimas se sitúan a menudo a las afueras de la ciudad.

## Ferias hoy en día
Hoy en día, dependiendo de la localidad y el país en donde se celebre, el término «feria» puede referirse, entre otros, a:
- Un evento religioso
- Un evento o festividad de carácter internacional, nacional, regional, provincial o local.
- Un parque de atracciones de mayor o menor tamaño provisional o permanente.
- Una feria taurina
- Una feria de artesanía
- Una feria del libro
- Ferias sectoriales
- Una feria que aglutine a un conjunto de las anteriores.

La llegada de una feria ambulante a una localidad puede convertirse en un evento anual o recurrente, dependiendo, generalmente, del éxito previo de esta. Las connotaciones generalmente deseadas y que acompañan frecuentemente la utilización del término, son aquellas de prosperidad, variedad y alegría.
Otra variedad y de gran actualidad es la Feria Virtual, desde la cual podemos ver otra forma de realizar este tipo de eventos. Las ferias religiosas son populares en muchos países de América Latina, por ejemplo en Venezuela, y reflejan la creencia de una particular región: Feria de la Chinita (Maracaibo, Zulia), Feria de la Divina Pastora (Barquisimeto, Lara).

## Ferias famosas en el mundo

### Alemania
- Oktoberfest En Múnich Alemania.

### Argentina

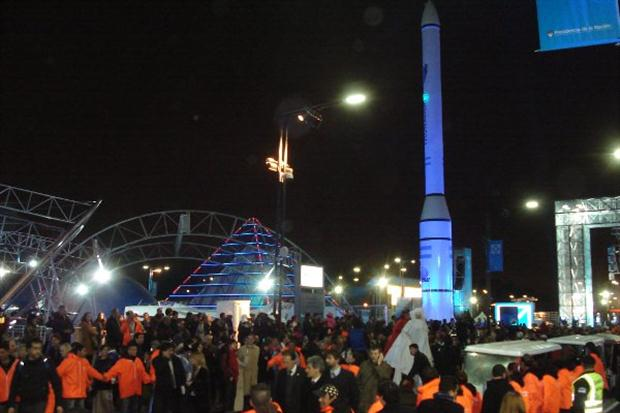
Tecnópolis, la feria de Ciencia y Tecnología más grande del país.

- Feria Internacional del Libro de Buenos Aires Realizada en abril en el Predio Ferial de la Rural, Buenos Aires.
- Feria Internacional de Arte Contemporáneo "ArteBA" Realizada en mayo en el Predio Ferial de la Rural, Buenos Aires.
- Tecnópolis, megamuestra de ciencia y tecnología, bajo el eslogan "Decir presente mirando al futuro".
- Feria Internacional de Artesanías 2015 Buenos Aires

- Feria internacional del calzado argentino (FICA)

### Estados Unidos
- Los Angeles County Fair, Pomona California
- Feria de minerales de Tucson, Tucson (Arizona)
- State Fair Of Texas Fair Park en Dallas Texas
- Florida State Fair en Tampa Florida
- Puyallup Fair en Washington
- California State Fair Cal Expo en Sacramento California
- Ohio State Fair en Columbus Ohio
- New York State Fair en Nueva York
- Disneyland en  California

### Chile

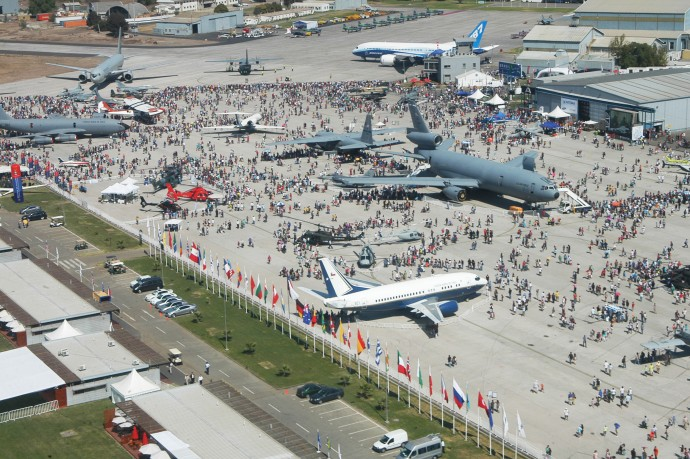
Feria Internacional del Aire y del Espacio de 2014 en Santiago de Chile.

- Feria Internacional del Aire y del Espacio (FIDAE).
- Feria Internacional del Libro de Santiago (FILSA).
- Feria Internacional de Talca (FITAL)
- Feria Sago-Fisur de Osorno
- Ferias libres de Chile.
- Ferias anime-expo de chile.
- Paseo Cultural 4 Estaciones, La Serena, Feria Arte-diseño-medioambiente.

### Colombia
A continuación solo se mencionan las principales festividades del país, ya que totalidad de municipios de Colombia tienen sus propias ferias y fiestas que se realizan cada año en diversas épocas:
- Feria de Cali, Cali.
- Feria de Manizales, Manizales.
- Feria de las Flores, Medellín.
- Festival de la Luna Verde, San Andrés.
- Festival Iberoamericano de Teatro de Bogotá
- Carnaval de Barranquilla, Barranquilla.
- Carnaval de Blancos y Negros, Pasto.
- Festival Internacional de Música y del Cine, Cartagena.
- Fiestas del Mar, Santa Marta.
- Festival Folclórico y Reinado Nacional del Bambuco, Neiva.
- Festival Folclórico Colombiano, Ibagué.
- Feria Bonita, Bucaramanga.

### Ferias taurinas
- Feria Taurina de La Macarena, Medellín.

### Feria del libro
- Feria Internacional del Libro de Bogotá, Bogotá.

### Cuba
- Feria Internacional del Libro de La Habana, Ciudad de La Habana. Se realiza con carácter anual, cada febrero.
- Feria Internacional de La Habana, Ciudad de La Habana. Se realiza con carácter anual.
- Feria Internacional de Artesanía, Ciudad de La Habana. Se realiza con carácter anual.
- FITCUBA, Ciudad de La Habana. Feria Internacional de Turismo que se realiza con carácter anual.

### España
- Feria de Albacete.
- Institución Ferial de Albacete (IFAB).
- Feria de Muestras de Barcelona (Fira Barcelona).
- Ifema (Institución Ferial de Madrid).
- Feria Muestrario Internacional de Valencia (Feria Valencia).
- Feria de Valladolid
- Feria Internacional de Muestras de Asturias (Recinto Ferial Luis Adaro).
- Feria de Muestras de Bilbao (Bilbao Exhibition Centre).
- Feria de Murcia.
- Feria de Almería.
- Feria de Baza (la más larga de Andalucía y una de las que más duran en España).
- Feria de Zaragoza (Feria de Muestras de Zaragoza).
- Feria de Exposiciones de Galicia (Recinto Ferial FEXDEGA).
- Feria del Barro, Feria de Otoño, Marrachí.
- Feria del Dulce Artesano, Peladillas y Turrones de Casinos, en Casinos.
- Feria de Málaga
- Feria de Abril (Sevilla)
- Feria Real de Algeciras (Algeciras)
- Feria de La Línea (La Línea de la Concepción)
- Feria del Caballo (Jerez de la Frontera)
- Feria de Ciudad Real
- Feria de la Miel en Ortigueira (La Coruña)
- Feria de San Lucas (Jaén)

#### Ferias del libro
- Feria del Libro de Madrid
- Feria de Otoño del Libro Viejo y Antiguo de Madrid
- Feria del libro de Valencia
- Feria del Libro de Albacete
- Feria del Libro de Zaragoza
- Liber, Feria Internacional del Libro en español

#### Ferias taurinas
En la práctica totalidad de localidades españolas se celebran fiestas locales con distintas denominaciones, que genérica o específicamente se denominan ferias. En muchas de ellas se denomina feria taurina o simplemente ferias a las fiestas de toros (encierros y otras manifestaciones taurinas populares, corridas de toros profesionales en plazas estables, etc.). Entre las más destacadas están:
- Feria del Toro de Olivenza (comienzos de marzo) - Olivenza (Badajoz)
- Feria de San Isidro, en Madrid.
- Feria Taurina de Albacete
- Sanfermines, en Pamplona.
- Feria de Abril, en Sevilla.
- Feria del Corpus, en Granada
- Feria de El Pilar, en Zaragoza
- Feria taurina Nuestra Señora de Begoña, en Gijón

#### Concepto de feria en Andalucía

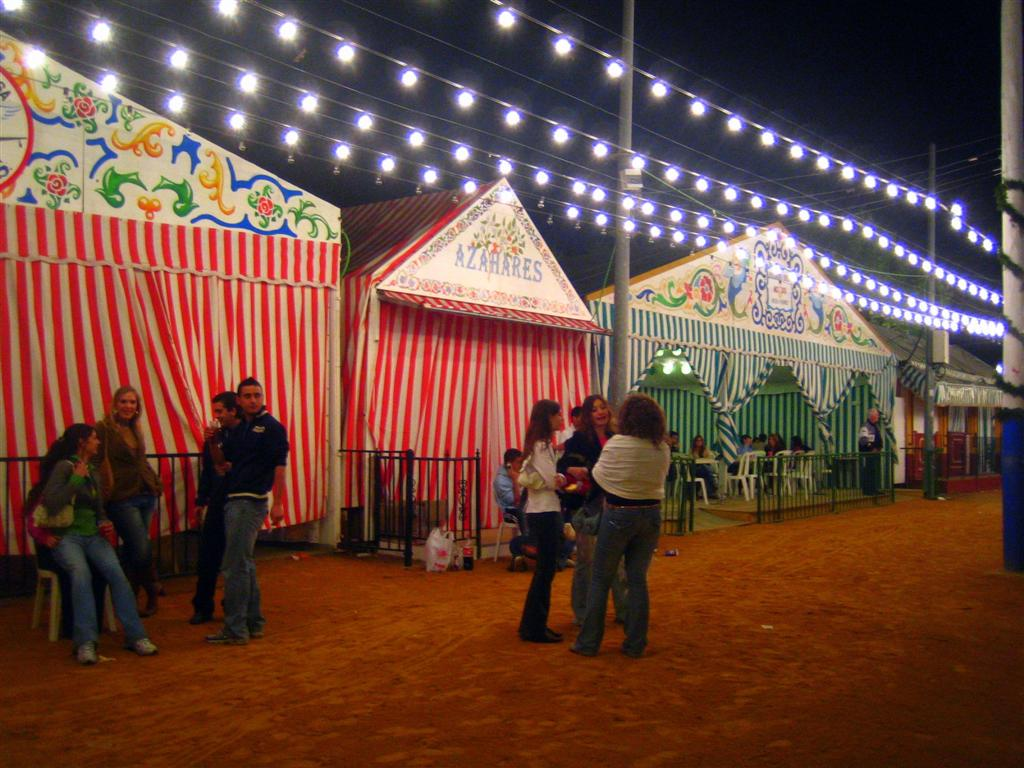
Casetas en la Feria de Abril de Sevilla.

Las ferias andaluzas tienen especial significación por los elementos culturales específicos que aportan a la cultura e idiosincrasia andaluza; tanto los heredados de las ferias originales, de origen ganadero y religioso; como los añadidos por ciertas celebraciones más recientes con motivación diversa (como las Fiestas Colombinas de Huelva dedicadas a la relación con Iberoamérica). Algunas de las ferias andaluzas más importantes son: la feria de la Manzanilla de Sanlúcar de Barrameda, la feria de la primavera y del vino fino (el Puerto de Santa María), que cada año es dedicada a un municipio distinto, la Feria de Abril de Sevilla, la Feria del Caballo de Jerez de la Frontera, la Feria del Carmen y de la Sal de San Fernando (Cádiz), la Feria de Agosto de Málaga y la Feria de Nuestra Señora de la Salud (Córdoba).

#### Feria del disco
En la práctica totalidad de localidades españolas se celebran con distintas denominaciones (feria del disco, feria de discos, feria internacional del disco, feria de disco y cine, feria de disco y cómic, mercadillo musical, fira del disc, rastro,...), celebrándose normalmente una vez al año en cada localidad.

Las principales feria del disco que se celebran en España son las de Madrid, Barcelona, Valencia, Valladolid, Aranda del Duero, Zaragoza, Sevilla, Santander,...

### Guatemala
- Festival de Barriletes Gigantes de Sumpango

### Reino Unido
- Feria Internacional de Arte Contemporáneo "Frieze Art Fair" Realizada Anualmente En octubre En Regents Park, Londres.
- Nottingham Goose Fair En Nottingham Reino Unido.
- Winter Wonderland En Hyde Park Londres.

### México

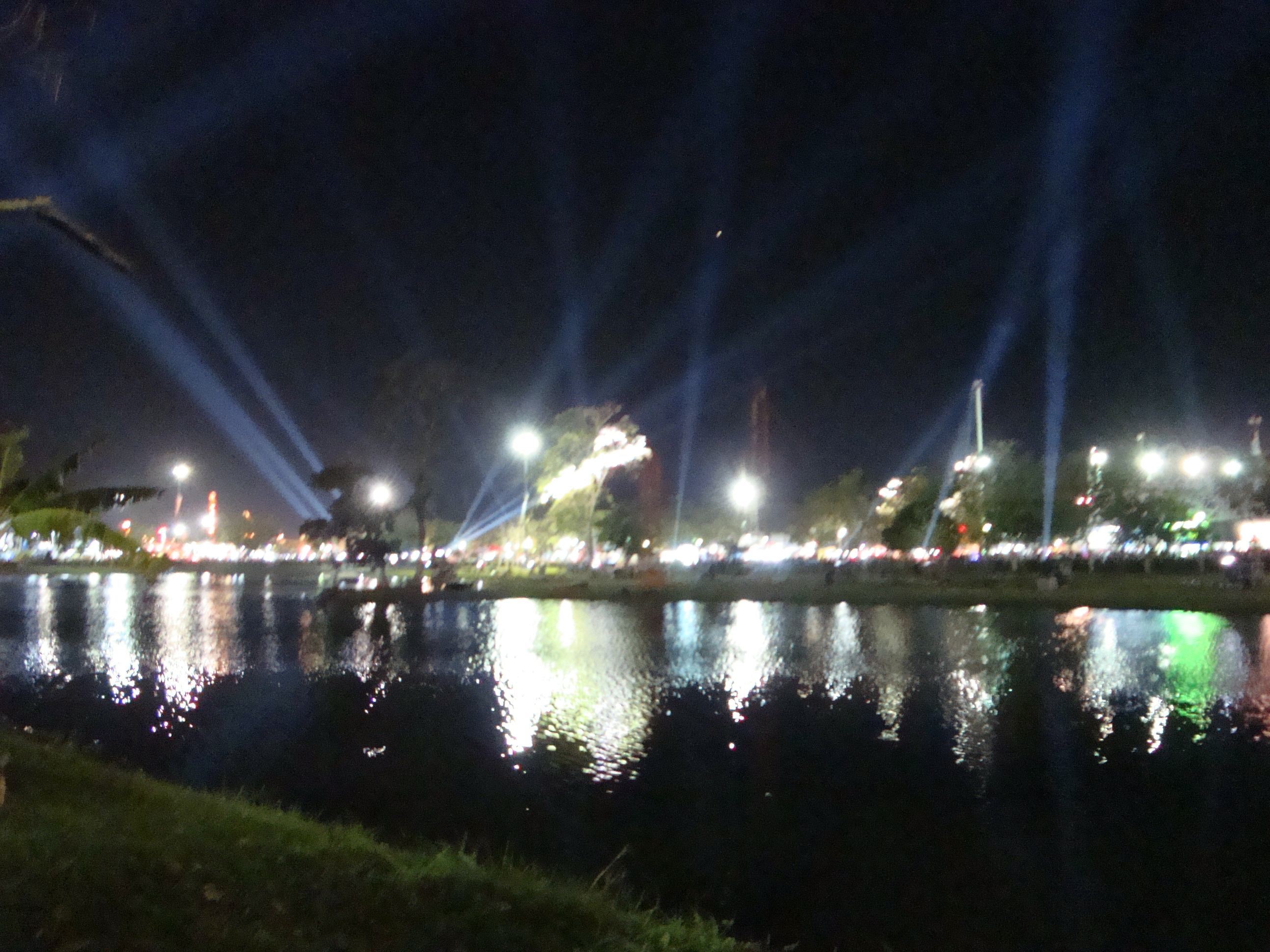
Feria Tabasco, una de las tres más importantes de México.

- Feria Nacional de San Marcos, Aguascalientes. Feria de San Marcos.
- Feria Estatal de León, Guanajuato. Feria de León
- Feria Tabasco, Tabasco. Feria Tabasco
- Feria de Texcoco, Texcoco. Exposición ganadera.
- Feria Nacional de la Plata. Fresnillo de González Echeverría, Zacatecas. "Feria-exposición"
- Feria Internacional del Libro, Guadalajara, Jalisco. Feria-exposición.
- Fiestas de Octubre, Guadalajara Jalisco.
- Feria Nacional Potosina (FENAPO), San Luis Potosí, San Luis Potosí.
- Feria Nacional de Durango (FENADU). Durango, Victoria de Durango. "Feria de Durango"
- Feria de Chiapas, Chiapas. Feria Chiapas Internacional
- Feria Yucatán (Xmatkuil), Mérida Yucatán.
- Feria Nacional de Zacatecas. Zacatecas, Zacatecas. "Feria-exposición"
- Fiestas Del Sol. Mexicali. "Fiestas Del Sol"
- Expo Feria Michoacán, Michoacán.
- Feria de Puebla, Ciudad de Puebla.
- Carnaval De Veracruz en El Puerto De Veracruz.
- Feria Navideña de Espectaculares García, Cancún Quintana Roo.
- Feria de San Mateo, Navidad y Año Nuevo, también llamada, en sus inicios Feria de Chilpancingo. Autorizada el 26 de marzo de 1825, (un año después,) a petición del general   Nicolás Bravo, quién consideraba que la economía de su ciudad de nacimiento, estaba desolada por la guerra de independencia. El Congreso del estado de México,   mediante Decreto 40, dado en México, el 26 de marzo de 1825. –firmado por Manuel Cortazar, en su calidad de presidente concede una feria anual a la ciudad de Chilpancingo,   por diez días, a celebrarse en el mes de diciembre de cada año. Se considera una de las ferias más antguas del país, a partir de lograda su independencia.

### Perú
- Mistura, feria gastronómica anual en Lima.
- Ricura, feria gastronómica del Alto Mayo anual en Moyobamba - San Martín.
- Expoalimentaria, feria anual es la principal plataforma de negocios internacional del sector alimentos, bebidas, maquinaria, equipos, insumos, envases y embalajes, servicios, restaurantes y gastronomía más importante de Latinoamérica, la cual se constituye como el punto de encuentro internacional de empresas exportadoras, y selectos compradores provenientes de los cinco continentes.Lima - .

### Polonia

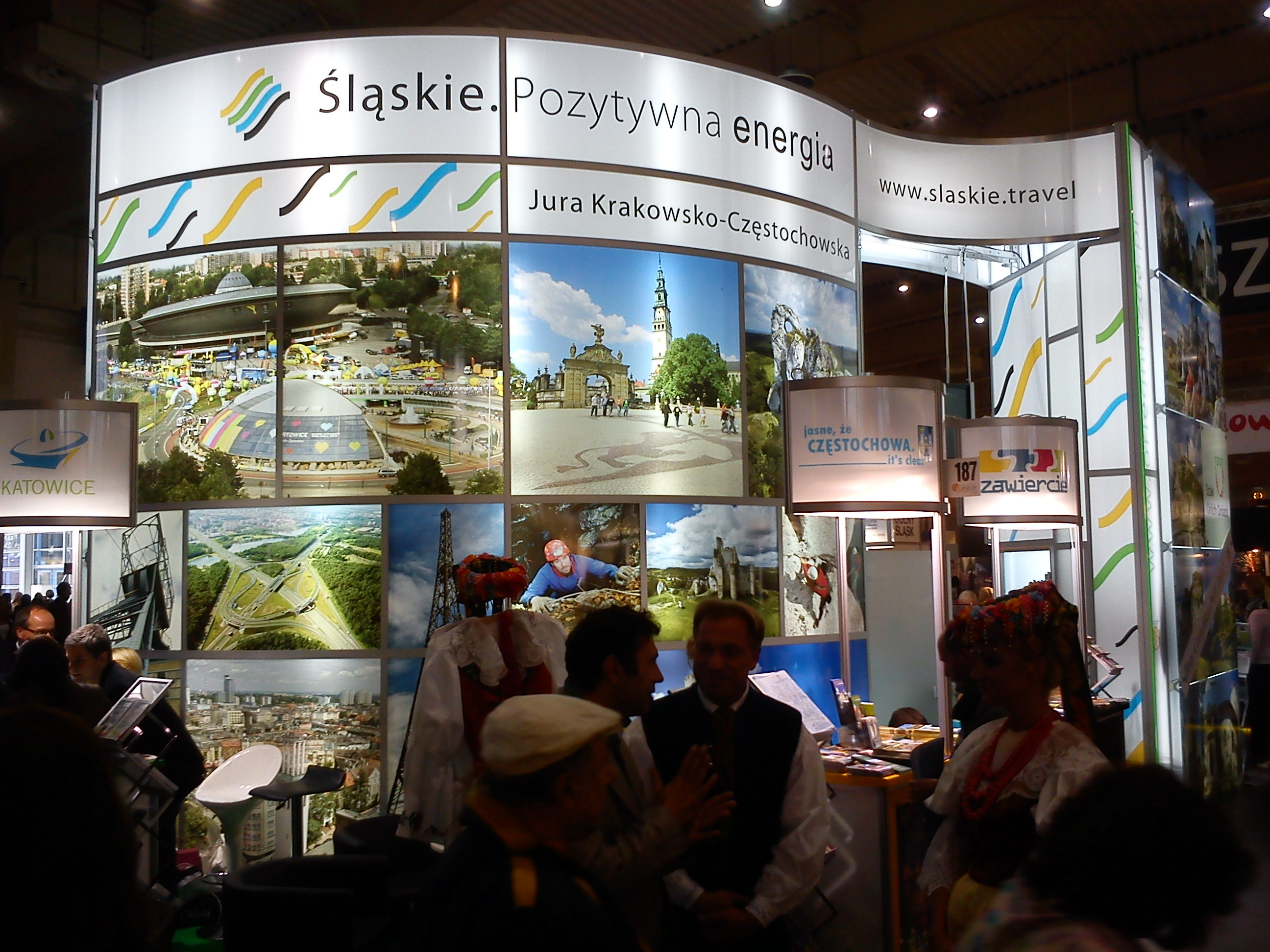
Feria Internacional de Poznan, centrada en el sector de bienes industriales.

- Feria Internacional de Poznan, sector de bienes industriales, 80 exposiciones diversas

### Suiza
- Baselworld, Basilea. Feria de relojería y bisutería.
- Art Basel, Basilea. Feria de arte contemporáneo.

### Venezuela
- Feria Internacionales de La Chinita, Maracaibo, Estado Zulia.
- Feria del Sol, Mérida. Feria andina.
- Feria Internacional de San Sebastián, San Cristóbal. Feria andina.
- Feria Internacional de Barinas, Barinas, Estado Barinas.
- Feria Internacional de Valencia, Valencia, Estado Carabobo.
- Feria Internacional de San Juan de los Morros, san Juan de los Morros, Estado Guárico.
- Feria Internacional de Maturín, Maturín, Estado Monagas.
- Feria Internacional de Puerto La Cruz, Puerto La Cruz, Estado Anzoátegui.
- Feria Internacional de Barquisimeto, Barquisimeto, Estado Lara.
- Feria Internacional de San Benito, Casigua El Cubo, Estado Zulia.
- Feria Internacionales de la Candelaria, Valle de la pascua, Estado Guarico.

## Elementos en una feria
Dependiendo de muchos factores determinantes, desde el propósito de la feria en si, su naturaleza, la audiencia, y las costumbres locales, hasta el tamaño de la sede, tipo de patrocinio y la extravagancia misma, la feria puede incluir algunos de los siguientes elementos:

### Actividades
Entre las actividades se pueden presentar:
- Talleres educativos, clases y enseñanzas varias.
- Concursos, rifas, lotería, tómbolas y juegos diversos.
- Dardos y globos.
- Tiro al blanco.
- Bailes.

### Entretenimiento
Entre el entretenimiento se puede brindar:
- Riata De Jaripeos.
- Festival vallenatos.
- Música folclórica, música típica y música regional.
- Danza Contemporánea, Danzas regionales y danzas folclóricas.
- Obras o Presentaciones Teatrales o Artísticas.
- Show Del Payaso Cuqui, Globos, figuras de animales hechas con globos y otras artes circenses.
- Fuegos artificiales, pirotecnia o Juegos Pirotécnicos Por La Noche.

### Vestimenta
La indumentaria puede incluir:
- Atuendos folclóricos y vestimenta típica.
- Disfraces, trajes de distinta época, máscaras y antifaces.

### Comida
Entre los alimentos se puede ofrecer:
- Antojitos y gastronomía local.
- Fruta Fresca y Verduras.
- Buñuelos.
- Hotcakes.
- Pizza.
- Hamburguesa.
- Papas fritas.
- Helados.
- Churros.
- Botanas.

### Productos
Algunos productos que pueden venderse son:
- Artesanías.
- Juguetes típicos.

### Juegos Mecánicos
Los Juegos Mecánicos, Atracciones, también llamadas Barracas o Rides, son parte habitual de las ferias. Entre las diversas Atracciones se pueden encontrar:
- Carrusel Veneciano
- Ferris Wheel.
- Stratosphere (Recorrido en Teleférico).
- Tea Cups.
- Dumbo.
- Samba Balloons.
- Wacky Worm.
- Bumper Cars (Autos de choque).
- Roller Coaster (Montaña rusa).
- Space Roller-
- Wave Swinger.
- Techno Jump.
- Crazy Bulls.
- DarkRide (casa del terror).
- Tilt-A-Whirl.
- Scrambler.
- Trabant.
- Crazy Mouse (Ratón Loco).
- Twister (La Nube).
- Kamikaze (El Martillo).
- Crazy Dance.
- Musik Express.
- The Fun House.
- Tagada.
- Super Loops.
- Enterprise.
- Wild River (Los Troncos)
- Inverter
- Booster.
- Power Surge.
- Fireball (KMG).
- Top Spin.
- Mega King Tower.

También existen atracciones adicionales como los Juegos de Destreza Tipo Midway, Brincolín y Las camas elásticas aue se pueden encontrar en las ferias.

### Parques de atracciones en el mundo
El concepto de parque de atracciones es más amplio que el de feria de atracciones. Estas atracciones forman parte tanto de la feria como del parque de atracciones pero en este último las atracciones son permanentes, pertenecen todas a la misma empresa y tienen un mantenimiento y seguridad más rigurosa. El usuario puede disponer de cualquiera de ellas previo pago de un bono a diferencia de las atracciones en las ferias que son abonadas individualmente.
Las ferias de atracciones viajan por derredor, acudiendo a las festividades de muchos municipios, sin embargo pocos de estos municipios poseen parque de atracciones. A continuación sigue una lista de los más importantes:
- Disneyland - Anaheim (California).
- Disney California Adventure  - Anaheim (California).
- Universal Studios Florida - Orlando (Florida).
- Islands of Adventure  - Orlando (Florida).
- Sea World - Orlando (Florida).
- Busch Gardens Tampa Bay - Tampa (Florida).
- Six Flags Magic Mountain - Valencia (California).
- Cedar Point - Sandusky (Ohio).
- Hershey Park - Hershey [Pensilvania].
- Fun Spot America - Orlando (Florida).
- Lagoon Amusement Park - Farmington (Utah).
- Alton Towers - Alton City (Reino Unido).
- Six Flags México - Héroes De Padierna, Tlalpan (Ciudad de México).
- La Feria de Chapultepec Mágico - Chapultepec (Ciudad de México).
- Selva Mágica - Guadalajara (Jalisco).
- Parque Plaza Sésamo - Monterrey (Nuevo León).
- Ventura Park - Cancún (Quintana Roo).
- Parque Warner - San Martín de la Vega (Madrid)
- Parque del Café - Montenegro (Quindío)
- Ferrari Land - Salou (Tarragona)
- PortAventura Park - Salou (Tarragona)
- Terra Mítica - Benidorm (Alicante)
- Isla Mágica - Sevilla
- Parque de Atracciones de Madrid - Madrid
- Tívoli World - Benalmadena (Málaga)
- Parque de atracciones de Zaragoza - Zaragoza
- Tibidabo - Barcelona